# Plants vs. Zombies 2: It’s About Time
Plants vs. Zombies 2: It's About Time – gra  z gatunku tower defense wyprodukowana przez PopCap Games i wydana 15 lipca 2013 na system iOS oraz Android. Jest kontynuacją gry Plants vs. Zombies. Jest to gra darmowa z mikropłatnościami. Zmieniono styl graficzny oraz dodano nowe zombie i rośliny.

## Rozgrywka
Identycznie jak w poprzedniej części, zadaniem gracza jest obrona domu przez niechcianymi zombie, stawiając w ogrodzie rośliny. Tym razem grę podzielono na jedenaście epizodów: starożytny Egipt, epoka piratów, dziki zachód, epoka lodowcowa, zaginione miasto, daleka przyszłość, średniowiecze, szalone lata 80, prehistoria, plaża, i na dzisiejsze czasy a także rozbijanie waz i pinata party. Chińska wersja dodatkowo wprowadza cztery nowe epizody: świat kungfu, podniebne miasto, epoka pary i okres renesansu.